# Mercedes-Benz 770
A Mercedes-Benz 770, becenevén Großer Mercedes egy csaknem öt tonnás luxusautó volt, amit 1930-1943-ig gyártott a Mercedes-Benz. Két sorozatot is gyártottak belőle, s ezeket főleg állami vezetők használták prezentációs célokra, többek között Adolf Hitler is, miután 1933 januárjában hatalomra került, de nemcsak maga a kancellár, hanem Hermann Göring, Heinrich Himmler és Reinhard Heydrich is utazott bennük. Hitler például 1931 óta használta az open 770-et, fokozatosan mindkét sorozatból hét állt a rendelkezésére. Leginkább felvonulások, ünnepek alkalmával lehetett bennük látni. A kézi munkával készült autókból összesen 205 darab épült.

## Története
A Mercedes-Benz 770-et 1930 szeptemberében mutatták be a Párizsi Autószalonon az előző 630-as típus utódjaként. A "Großer Mercedes" tervezési munkáit kezdetben Ferdinand Porsche vezette, majd a munkálatokat 1929 elején Hans Nibel folytatta.  Két sorozat készült belőlük, az első sorozat a W07 gyári kódot viselte.
1938 októberéig a W07-es sorozatból 119 példányt építettek, melyekből csak 13 volt kompresszor nélküli. Ez volt a kor legdrágább német autója, amelynek megvásárlását a magánszemélyek közül többnyire csak a gazdagok; pénzemberek, iparosok engedhették meg maguknak.
A 4,5 tonnát nyomó jármű meghajtásáról egy elöl elhelyezett, 7655 cm³ térfogatú (95 x 135 mm átmérőjű) folyadékhűtéses M07 soros nyolchengeres motor gondoskodott. A teljesen modern kialakítású egység klasszikus OHV rúdelosztású volt, de alumínium dugattyúkkal és háromkamrás dupla karburátorral látták el. Motorblokkja szürkeöntvényből és króm-nikkel ötvözetből, az olajteknő pedig elektronból készült. Minden hengerben két-két gyújtógyertya volt, és biztonsági okokból a gyújtás is dupla volt: a nagyfeszültségű mágnes mellett tekercs és akkumulátor is volt.
A járművet több különlegességgel is felszerelték; közülük például vészhelyzeti elektromos zárakkal is ellátták, amelyek az ajtók kívülről történő kinyitását biztosították. A vastag, golyóálló üvegből készült első ablak bepárásodásának elkerülése érdekében elosztócsöveken keresztül kívülről friss levegőt vezettek be. Az üzemanyaggal feltöltött motor - az autó nagy tömege ellenére - képes volt a 140 km/hs maximális sebesség elérésére is. Az óriási igénybevételnek kitett gumiabroncsok miatt azonban a gépjármű sebességét 80 km/h-ra korlátozzák.